# Joviânia
Joviânia là một đô thị thuộc bang Goiás, Brasil. Đô thị này có diện tích 454,884 km², dân số năm 2007 là 7260 người, mật độ 16 người/km².